# Титенко, Валерий Григорьевич
Титенко Валерий Григорьевич (8 января 1947 года, Раздельная, Одесская область, УССР — 16 октября 2004 года) — советский политический деятель.

## Биография
Родился в семье рабочих; женат; имеет дочь и сына.
Образование получал в Петровском сельскохозяйственном техникуме; Одесском сельскохозяйственном институте, экономист-организатор производства.
03.1998 — кандидат в народные депутаты Украины от Аграрной партии Украины, № 25 в списке. На время выборов: член АПУ, народный депутат Украины.
Народный депутат Украины с 04.1994 (2-й тур) до 04. 1998, Коминтерновский избирательный округ N 313, Одесской области, выдвинут Селянской партией Украины. Член Комитета по вопросам финансов и банковской деятельности. Член депутатской группы «Возрождение и развитие агропромышленного комплекса Украины» (до этого — член депутатской группы «Аграрники Украины»). На время выборов: председатель коллективного сельскохозяйственного предприятия им. Посмитного Березовского района.
Работал слесарем Раздельнянского районного объединения «Сельхозтехника». С 1967 — старший товаровед треста «Одессасельстрой»; старший инженер трудоемких процессов в животноводстве Цебриковского отделения «Сельхозтехники»; заместитель руководителя, Великомихайловское отделение «Сельхозтехники»; заместитель руководителя, Ивановское отделение «Сельхозтехники»; заместитель председателя правления, колхоз «Дружба» Ивановского района; председатель правления колхоза «Дружба народов» Ивановского района. С 1985 — председатель правления, колхоз им. Посмитного Березовского района.
Был членом Высшего совета СелПУ; председателем Одесского облсовета СелПУ.
18 мая 2009 года Приказом «Об утверждении асканийской каракульской породы овец и ее внутрепородных селекционных формирований» (N 176/36) посмертно был признан одним из тех, кто активно способствовал созданию селекционного достижения «Асканийская каракульская порода овец» и ее внутрипородных селекционных формирований.
Почетное отличие Президента Украины. Орден Трудового Красного Знамени (1991), медаль «За трудовую доблесть» (1982).